# La Belle Hélène

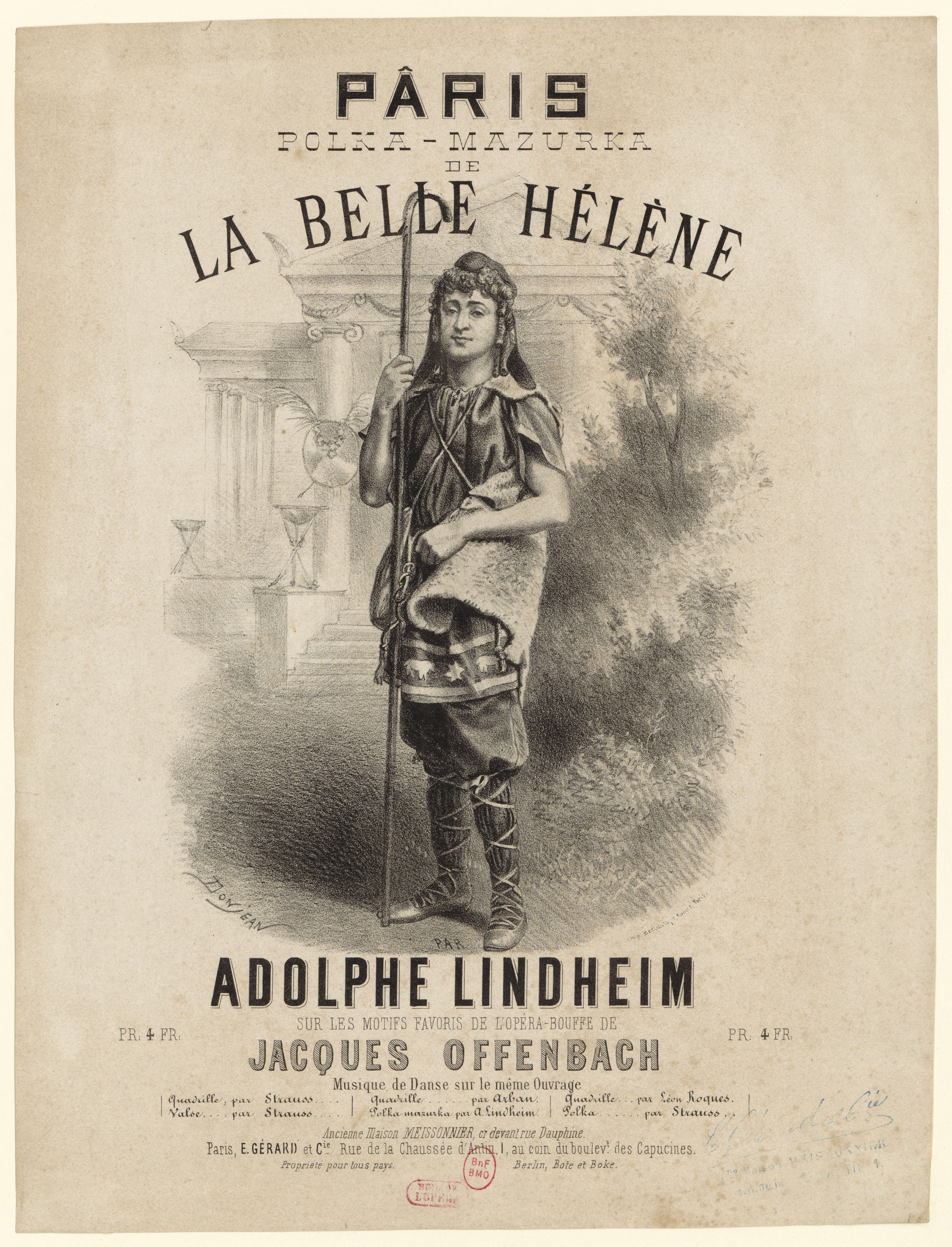

La Belle Hélène (tiếng Việt: Nàng Helen xinh đẹp) là vở opera, thuộc thể loại operetta, 3 màn của nhà soạn nhạc người Pháp gốc Đức Jacques Offenbach. Những người viết lời cho tác phẩm này đó là Henri Meilhac và Ludovic Halévy. Vở opera của Offenbach kể về câu chuyện của Helen với Paris trong Chiến tranh thành Troia. Nàng Helen xinh đẹp là vở opera thành công của Offenbach. Vở opera có lần công diễn đầu tiên vào ngày 17 tháng 12 năm 1864, tại Théâtre des Variétés với sự tham gia vai chính của Hortense Schneider và José Dupuis. Tác phẩm này đã có 700 lần công diễn trong vài năm kể từ khi ra đời. Có thể kể tới các cuộc công diễn tiêu biểu như tại thành phố Viên, Berlin (1865), Luân Đôn (1866), Chicago (1867). Vở opera này cũng được lưu diễn tại Thành phố New York, cụ thể là Grand Opera House từ ngày 13 tháng 4 năm 1871. Tác phẩm đó cũng có lần ra mắt tại Praha vào năm 1875 với sự chỉ huy của Adolf Čech.